# Yvonne Lucienne Curvale
Yvonne Lucienne Marie Curvale (1903-1962), née Yvonne Lucienne Marie Calvayrac à Toulouse, est une résistante française à partir de 1940. Arrêtée en décembre 1943, elle est déportée et internée en Allemagne jusqu'en avril 1945.

## Biographie

### Engagement et rôle dans la résistance
Mariée à Albert Curvale, architecte et résistant, militante socialiste, elle s’engage dans la Résistance dès 1940 puis intègre le mouvement Libération-Sud en octobre 1941. Elle prend alors le nom de code "Marie-Paule". Responsable du « service social », elle devient agent de renseignement et participe au noyautage des administrations publiques (NAP). Elle rejoint ensuite le réseau d’évasion Gallia où, en plus de la diffusion de la presse clandestine, du renseignement et des liaisons, elle s’occupe des évadés.

### Arrestation et déportation
Dénoncée, elle est arrêtée chez elle, rue de Strasbourg (actuelle rue de Quéven), dans la nuit du 13 au 14 décembre 1943, par la Gestapo au cours de ce que la police allemande appela l'« opération de minuit ».
Leur fille Paule Curvale relate que la Gestapo cherche surtout son père Albert Curvale qui réussit à s'enfuir par l'arrière de la maison et à se cacher dans un immeuble voisin. 
Internée à la prison Saint Michel jusqu'au début de janvier 1944, elle est déportée via Compiègne au camp de Ravensbrück. Son convoi pour l'Allemagne part le 31 janvier 1944, cette date est connue grâce à un billet transmis par des cheminots résistants: "Prière prévenir famille Curvale, 3 rue de Strasbourg, partie camp Allemagne. Bon moral, 31 janvier 44".  Elle y reste pendant environ 6 mois, avant d'aller à un camp de travail à Hanovre qui est libéré le 10 avril 1945 par les troupes américaines. Elle arrive à Toulouse en train, à la gare Matabiau, le jeudi 10 mai 1945.

### Après-guerre
Elle devient présidente de l'Association des Déportés et Internés de la Résistance (ADIR). Elle s'engage alors pour que soit accordé aux déportés de la Résistance un statut, au même titre que les anciens combattants. 
Opposée à la guerre d'Algérie, elle rejoint le Parti socialiste autonome.

## Hommage
Une place est nommée en son honneur à Toulouse, dans le quartier de la Violette. Une rue porte également son nom à L'Union dans la banlieue nord-est de Toulouse. 

## Distinctions
- Officier de la Légion d'honneur (1960)[6] ; chevalier en 1959[6]
- Médaille de la Résistance française (décret du 3 août 1946)[1]